# Eulepida manowensis
Eulepida manowensis är en skalbaggsart som beskrevs av Moser 1913. Eulepida manowensis ingår i släktet Eulepida och familjen Melolonthidae. Inga underarter finns listade i Catalogue of Life.